# Timur

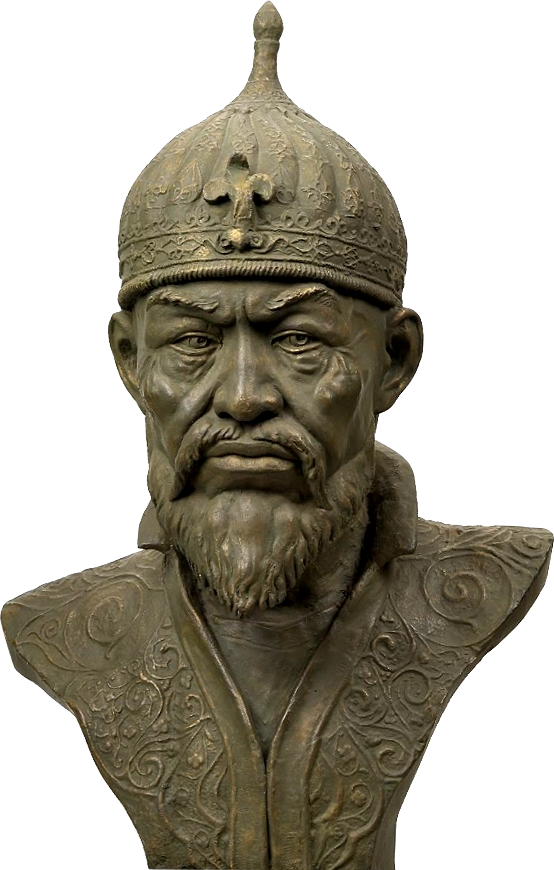
Temür ibn Taraghai Barlas, auch bekannt unter dem Namen Tamerlan (Gesichtsrekonstruktion von Michail Gerassimow)

Temür ibn Taraghai Barlas (von mitteltürkisch temür ‚Eisen‘; * 8. April 1336 in Kesch; † 19. Februar 1405 in Schymkent), auch bekannt als Amir Temur, war ein zentralasiatischer Militärführer eines in Samarkand ansässigen turko-mongolischen Stammesverbands und Eroberer am Ende des 14. Jahrhunderts. In der westlichen Geschichtsschreibung ist er besser bekannt als Timur (persisch تیمور Tīmūr bzw. Taymūr), auch Timur Lenk oder Timur Leng (persisch تيمور لنگ, DMG Teymūr-i Lang, auch Tīmūr-i Lang, „Timur der Lahme“). Der Name Tamerlan, wie er ebenfalls noch in verschiedenen europäischen Sprachen in Gebrauch ist, leitet sich daraus ab.
Aufgewachsen in der nomadischen Stammeskonföderation des Tschagatai-Khanats, strebte er die Wiederherstellung des Mongolischen Reiches unter seinem Supremat an. In der Stellung eines Emirs war er der Begründer der Dynastie der Timuriden, deren Reich im Zenit der Macht weite Teile Vorder- und Mittelasiens einschloss. Timurs Herrschaft ist gekennzeichnet durch Brutalität und Tyrannei. Gleichzeitig galt er als großzügiger Kunst- und Literaturförderer und erkannte durch Unterredungen mit Ibn Chaldūn, die dieser in seiner Autobiographie beschrieb, die Bedeutung von Wissen.

## Name
Timur wird in einigen persischen Quellen auch als تیمور لنگ Timur-i Lang, ‚Timur der Lahme‘, bezeichnet. „Timur-i Lang“ wurde in Europa teils zu Tamerlan verkürzt. Aufgrund einer Verwachsung an der rechten Kniescheibe (Knochentuberkulose laut sowjetischen Forschern) war sein rechtes Bein gelähmt, dazu kam eine Verwachsung an der rechten Schulter. Des Weiteren hatte ein Pfeilschuss die Beweglichkeit der rechten Hand eingeschränkt, wie sowjetische Wissenschaftler bei einer Untersuchung des Skelettes im Jahre 1941 feststellten. 
Er selbst bezeichnete sich als gurkāni ‚Schwiegersohn‘ und deutete damit auf seine Heirat in die Familie Dschingis Khans hin, um seine Herrschaftsansprüche zu untermauern.

## Leben

### Herkunft und Aufstieg
Timur entstammte dem im 13. Jahrhundert in Transoxanien eingewanderten mongolischen Nomadenstamm der Barlas, welcher jedoch mit der Zeit eine Turksprache angenommen hatte und von anderen Turkvölkern nicht mehr zu unterscheiden war. Der Stamm der Barlas teilte sich in mehrere Zweige auf, und Timurs Vater Taragai beherrschte als Stammesfürst die Gegend um Kesch und das Tal des Flusses Kaschkadarja. Die Barlas führten ihre Abstammung auf Qarchar Barlas zurück, einen militärischen Führer in Tschagatais Armee, und über diesen – wie einst auch Dschingis Khan – auf einen legendären mongolischen Kriegsherren mit dem Namen Bodon'ar Mungqaq. Die Kindheit Timurs liegt weitgehend im Dunkeln und wurde nach seinem Aufstieg stark mythologisiert. Seine Mutter Tikina-Chatun starb früh, er hatte drei Brüder und zwei Schwestern.
Als Heranwachsender trat Timur in die Dienste des Qaraunas-Emirs Kazagan (1346–1357), eine damals übliche Laufbahn für Kinder aus dem niederen Adel, und verblieb dort mehrere Jahre. Er nahm nach der Ermordung Kazagans durch einen Rivalen an den Bürger- und Stammeskriegen in Transoxanien teil und versuchte durch Intrigen und häufigen Positionenwechsel zwischen dem 1360 in diese Gegend eingefallenen Mongolenherrscher Tughluk Timur († 1363) und Hadschi Barlas, seinem Onkel, der den Widerstand gegen die Mongolen anführte, seine Machtbasis zu erhalten. 1361 fiel Tughluk Timur noch einmal in Transoxanien ein. Hadschi Barlas floh und kam auf ungeklärte Weise um. Tughluk Timur machte Timur, der sich als Erster der Macht des Mongolenfürsten unterwarf, zum Berater seines Sohnes und neuen Herrschers von ganz Transoxanien.
Timur versuchte, die Macht an sich zu reißen, jedoch überschätzte er seine Popularität, und sein Auflehnungsversuch wurde im Keime erstickt. Er musste fliehen und fand Unterschlupf bei seinem Schwager Hussain, dem Enkel Kazagans. Da aber Hussain über keine ausreichende Machtbasis verfügte, zogen die beiden in Begleitung weniger Soldaten umher, bevor sie sich entschlossen, in Choresmien um Hilfe zu ersuchen. Auf dem Weg dorthin wurde ihre Gruppe in einem Gefecht fast vollständig aufgerieben und Timur in der Nähe der Stadt Merw gefangen genommen. Bald war er wieder frei und sammelte um sich eine Gruppe von Abenteurern und Söldnern, die zum Schrecken Transoxaniens wurden.
1363 gelang es Timur und Hussain, die Truppen Ilias Hodschas zu schlagen und in die Stadt Kesch einzuziehen. Im selben Jahr besiegten sie den mittlerweile zum Khan aufgestiegenen Ilias Hodscha erneut. Er floh in sein östliches Stammland Mogulistan (Östliches Tschagatai-Khanat). Timur, der selbst keine Legitimation besaß, musste akzeptieren, dass von den versammelten Adligen ein Nachfahre Dschingis Khans namens Kabul Khan zum obersten Herrscher Transoxaniens gewählt wurde.
1365 wurden die transoxanischen Truppen vom wiedererstarkten Ilias Hodscha in einer Schlacht in der Nähe Taschkents vernichtend geschlagen. Die Mongolen besetzten große Gebiete und belagerten erfolglos Samarkand. Ilias Hodscha wurde wenig später von einem Rivalen umgebracht, und die Mongolen zogen sich nach Mogulistan zurück. Jedoch sah Timur sich starker Rivalität seines Schwagers Hussain ausgesetzt, der jetzt die Macht übernahm, und musste wiederum das unstete Leben eines Flüchtlings führen. Nach mehreren Scharmützeln und kleinen Auseinandersetzungen gelang es ihm, eine starke Armee aufzustellen. Er besetzte Baktrien und zog den Herrscher von Badachschan auf seine Seite. Kurz darauf stand seine Armee vor den Mauern von Balch. Hussain, von seinen Getreuen verlassen, unterwarf sich und ging als Pilger nach Mekka. Auf dem Weg dorthin wurde er – mutmaßlich auf Befehl Timurs – umgebracht. Am 10. April 1370 rief Timur sich zum Herrscher ganz Transoxaniens aus und nahm den Titel eines Emirs an.

### Timur und die Goldene Horde
Der Konflikt mit der Goldenen Horde unter Khan Toktamisch prägte während vieler Jahre die Politik Timurs und stellte für diesen eine ernst zu nehmende Herausforderung dar. Toktamisch erschien 1376 zum ersten Mal in Samarkand, jedoch nicht als Gegner, sondern als Bittsteller. Da seine Thronambitionen von Urus Khan vereitelt wurden, ersuchte Toktamisch Timur, ihm zu seinem Erbe zu verhelfen. Toktamisch bekam sehr schnell die von ihm erbetenen Truppen und griff die Goldene Horde an, wurde jedoch von Urus Khan vertrieben. Dann nahm Timur den Kampf selbst auf und ging im Winter 1376/77 mit großem Erfolg gegen Urus Khan vor. Urus Khan wurde in einer Schlacht bei Otrar vernichtend geschlagen und verstarb bald darauf. Somit gewann Toktamisch die Macht in der Goldenen Horde nur dank der tatkräftigen Unterstützung Timurs.
1387 erschien Toktamisch mit einem starken Heer an der Grenze zu Transoxanien. Da Timur sich zu diesem Zeitpunkt in Karabach befand und auf einen Überfall nicht vorbereitet war, hatte er kaum Truppen, um Toktamisch aufzuhalten. Sein Sohn Miran Schah kam ihm jedoch rechtzeitig zur Hilfe und Toktamischs Truppen wurden vernichtend geschlagen. Timur befahl, entgegen den Gepflogenheiten der Zeit, die Gefangenen zu schonen und sie in ihre Heimat zu entlassen. Damit wollte er der Goldenen Horde zeigen, dass er kein Feind der Dschingisiden, also der Nachkommen des Dschingis Khan, war.
Toktamisch missverstand diese Geste des guten Willens. Bereits im Winter 1388/89 erschien sein Heer, das in sich die ganze Völkervielfalt der Goldenen Horde – darunter auch Kaukasier, Russen und Bulgaren – vereinigte, wieder an den Grenzen von Timurs Reich. Im Januar 1389 kam es zur Entscheidungsschlacht in der Nähe von Chodschent. Die mit äußerster Härte geführte Schlacht wurde durch das unerwartete Eingreifen eines der Söhne Timurs, Omar Scheich, entschieden, der die Nachhut des Gegners aufrieb und ihn in Panik versetzte. Die Truppen Toktamischs flohen und zerstreuten sich in alle Himmelsrichtungen.

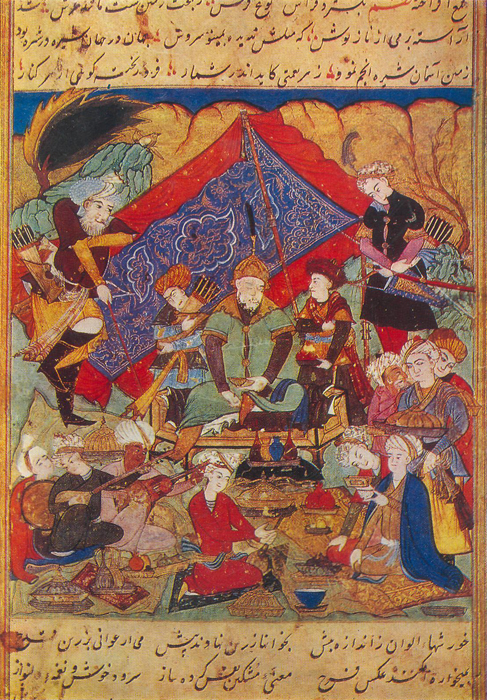
Ein Bild Timurs aus einer Kopie des kurz nach seinem Tod im Umfeld fertiggestellten Zafarnāma

Dieser Überfall zeigte Timur, dass er die Bedrohung durch seinen früheren Schützling ernst nehmen musste. Er konnte nicht mehr gefahrlos seine Macht in Iran und Afghanistan konsolidieren, da er während seiner Abwesenheit mit ständigen Überfällen durch Toktamisch rechnen musste. Um diese Bedrohung ein für alle Mal zu beseitigen, zog Timur im Jahr 1391 gegen Toktamisch. Er beschloss, die Steppengebiete so schnell wie möglich zu überqueren und seinen Gegner zu einer Entscheidungsschlacht zu zwingen. Ganze drei Monate bewegte sich sein Heer durch die Weiten der kasachischen Steppe, immer bestrebt, die Spuren der Nomaden zu finden. Bei Tobolsk wandte sich das Heer nach Nordwesten. In dieser Gegend, die im heutigen Sibirien liegt, wurden die Armeen aus Mittelasien zum ersten Mal mit dem Polartag konfrontiert, so dass die Mullahs das Abendgebet vorübergehend aussetzten. Nach fast viermonatiger Suche gelang es Timurs Sohn Omar Scheich, den Feind in der Nähe des Flusses Kondurtscha westlich des Urals zum Kampf zu stellen. Timurs Hauptstreitmacht erschien wenige Stunden, nachdem der Kampf begonnen hatte. Die Schlacht dauerte mit mehreren Unterbrechungen drei Tage lang, vom 18. bis 21. Juni 1391, und endete mit der vollständigen Niederlage Toktamischs, der vom Schlachtfeld floh.
Jedoch erwies sich Toktamisch als ein zäher Gegner. Unterstützt vom Moskauer Großfürsten Wassili I. erschien Toktamisch 1395 im Nordkaukasus, wo Timurs Truppen georgische Fürsten zu unterwerfen suchten. Toktamisch versuchte, die erst vor kurzem von Timur eroberten Gebiete von Aserbaidschan auf seine Seite zu ziehen und sich dadurch eine Operationsbasis zu schaffen, von wo aus er in Verbindung zu den syrisch-ägyptischen Mamluken der Burdschiyya-Dynastie treten wollte. Nachdem er angefangen hatte, Schirwan zu belagern, floh Toktamisch, sobald er von Timurs Herannahen hörte, und stellte sich am 15. April 1395 nördlich des Flusses Terek zur Schlacht. Den Nomaden gelang es, Timur zu umzingeln, der sich selbst verteidigen musste und nur durch seine Leibgarde, die fast ausnahmslos im Kampf umkam, gerettet wurde. Toktamisch verlor die Schlacht und mit ihr endgültig seine Stellung als Khan der Goldenen Horde. Er floh nach Litauen an den Hof von Großfürst Vytautas. Timurs Truppen plünderten im Wolgadelta und zerstörten Sarai, die Hauptstadt der Goldenen Horde.

### Überblick der Eroberungen
Seit 1380 begann er die Eroberung des Südens von Chorasan, Irans und des Iraks, wobei die Herrschaften der lokalen Dynastien wie die der Kartiden, Sarbadaren, Muzaffariden und Dschalairiden beseitigt wurden.
Das Heer Timurs bestand neben Reitern und Bogenschützen aus Kriegselefanten, die ursprünglich aus Indien kamen, wobei er auch über Infanterie und Kanonen verfügte.
In den Jahren 1391 und 1395 errang Timur entscheidende Siege über die mongolischen Herrscher der Goldenen Horde an der Wolga, deren Reich danach unaufhaltsam in einzelne Khanate zerfiel. Bereits 1394 erstreckte sich die Einflusszone von Timurs Macht über ein Gebiet, das sich über Teile des heutigen Iraks mit Bagdad, Irans, Aserbaidschans, Armeniens, Georgiens, Usbekistans, Syriens und der Türkei erstreckte. Im Osten grenzte sein Reich unmittelbar an das (östliche) Tschagatai-Khanat der Mongolen.

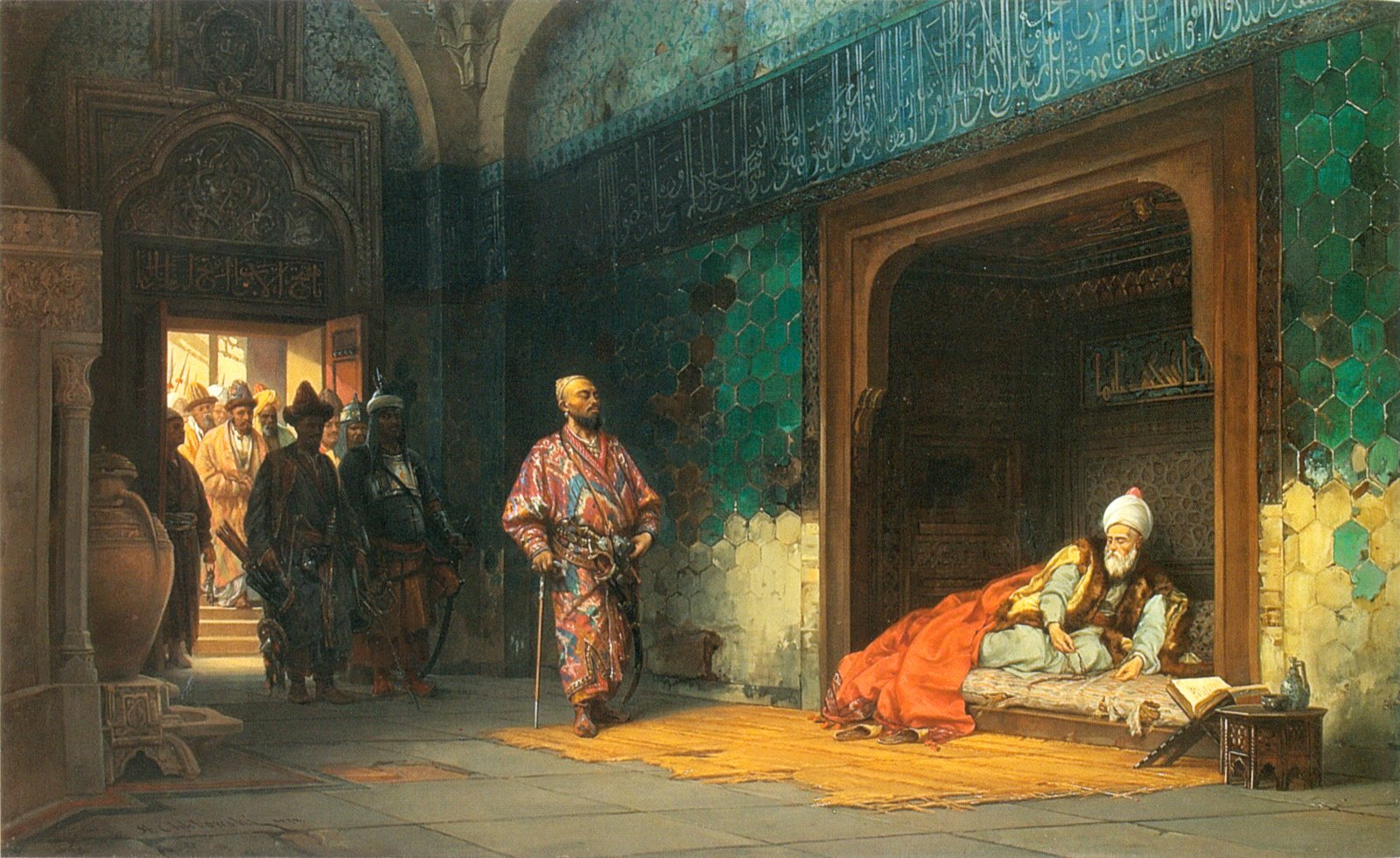
Sultan Bayezid als Timurs Gefangener (Historiengemälde von Stanisław Chlebowski 1878)

1398 eroberte er Delhi, 1401 fielen Damaskus sowie (erneut) Bagdad in seine Hände.
Am 20. Juli 1402 fügte er – zu dem Zeitpunkt schon fast blind – dem osmanischen Heer unter Sultan Bayezid I. in der Schlacht bei Ankara (Angora) eine der schwersten Niederlagen in dessen Geschichte zu. Tausende von Soldaten waren verdurstet, noch ehe sie das Schlachtfeld erreichten, weil Timurs Soldaten alle Brunnen weit und breit zerstört hatten. Die tatarischen Truppen des Sultans liefen zu den Timuriden über. Nach beinahe zwanzigstündigem Kampf gaben auch die serbischen Hilfstruppen des Sultans auf und flohen (etwa 10.000 Serben unter Stefan Lazarević). Bayezid wurde gefangen genommen; Timur dadurch auch in Europa „berühmt“. Bayezid starb in mongolischer Gefangenschaft.
Timur verließ jedoch bald Anatolien, ohne auf das christliche Konstantinopel vorzustoßen.

### Tod
Als ein letztes Problem sah Timur seine symbolische Vasallenstellung gegenüber dem Kaiserreich China der Ming-Dynastie, dem er eine Zeit lang hatte Tribut zahlen müssen. 1405 brach er mitten im Winter zum Feldzug nach China auf, starb aber geschwächt in der Oasenstadt Farab in der Nähe des heutigen Schymkent in Kasachstan.
Timur wurde in Samarkand bestattet. Sein Mausoleum Gur-e Amir ist eines der bedeutendsten Architekturdenkmäler dieser Zeit, es wurde unter Muḥammad Sultān Mirzā, dem Sohn von Jahāngīr Mirzā, also einem Enkel von Timur, erbaut.
Timurs Reich zerfiel bald infolge von Nachfolgestreitigkeiten. Die Osmanen mussten nicht mehr mit einem übermächtigen Feind rechnen und setzten ihre Eroberungsfeldzüge nach einem  zehnjährigen Interregnum fort.

## Merkmale seiner Herrschaft

### Ziele

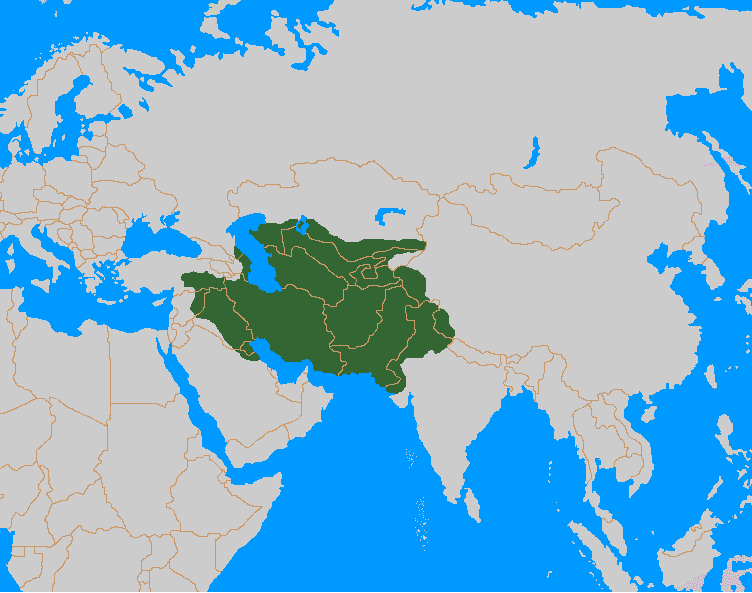
Das Reich Timurs

Timur heiratete in das Haus Tschagatais, d. h. die Familie Dschingis Khans ein und wollte allem Anschein nach dessen Reich unter dem Vorzeichen des Islams erneuern. Das hinderte ihn aber nicht daran, Muslime töten zu lassen oder gegen die Herrschaft der Dschingisiden vorzugehen.
Dieser scheinbare Widerspruch wird erklärbar vor dem Hintergrund seiner Heimat: Der Respekt vor der mongolischen Tradition war ungebrochen und ein Maßstab der Politik, selbst wenn dem mongolischen Recht längst das islamische Recht gegenüberstand und die Dschingisidenprinzen selten besondere Persönlichkeiten darstellten. Ein Khan wurde Timur Lenk daher nie, er hatte stattdessen zwei Prinzen aus dem Haus Tschagatai als Schattenherrscher („Khane“) zur Legitimation seiner Herrschaft eingesetzt. Als „Emir“ beanspruchte er allerdings aufgrund der Heirat mit Sarai Mulk den Titel Gurgani (benutzt im Sinne von „Königlicher Schwiegersohn“, mongolisch: güregen – „Schwiegersohn“).
Er vollendete die Islamisierung der in Zentralasien eingewanderten Mongolen, die allerdings schon unter Tarmaschirin ihren Höhepunkt erlebt hatte. In der Theorie galt in seinem Reich die mongolische Jassa, in der Praxis eher die Scharia, das islamische Gesetz. Persönlich war er von einer volkstümlichen Frömmigkeit, die sich damals in Derwischorden und Qalandaren niederschlug, und wurde zu Füßen eines Derwischs begraben. Er galt als Sunnit, aber das Verhältnis ist widersprüchlich, denn in Syrien trat er als Schirmherr der Schia auf. Er hielt an turkomongolischen Traditionen fest, auch wenn sie mit der Scharia im Widerspruch standen.

### Grausamkeit
Der Emir schuf eines der größten, wenn auch kurzlebigsten Reiche, die jemals in Zentralasien existierten. Dabei erlangte er den Ruf eines skrupellosen Eroberers, der die Bevölkerung in den unterworfenen Gebieten und Städten zu Hunderttausenden ermorden – unter anderem im Sultanat von Delhi und im Königreich Georgien – und Aufstände gnadenlos unterdrücken ließ. So wurden bei der Eroberung von Isfahan 1387 laut Hafiz-i Abru 28 Schädeltürme auf einer Stadtseite gezählt, sodass man von einer Zahl von 70.000 Toten ausgehen kann.
Trotz seiner die Mongolen übertreffenden Grausamkeit gab es dabei ein gewisses System: Die Spitzen der städtischen Aristokratie wurden für gewöhnlich verschont, die Geistlichkeit ohnehin, und man verzeichnet Verhandlungen um Freikaufpreise, Tributeintreibungen und seltener auch Requisitionsscheine. Timur hatte offensichtlich die Absicht, das im 13. und 14. Jahrhundert gesunkene wirtschaftliche und kulturelle Niveau Transoxaniens durch eine Flut von erbeuteten Tieren, Waffen, Lebensmitteln, Gebrauchsgütern, Theologen, Gelehrten und Handwerkern zu heben.

### Städtebau

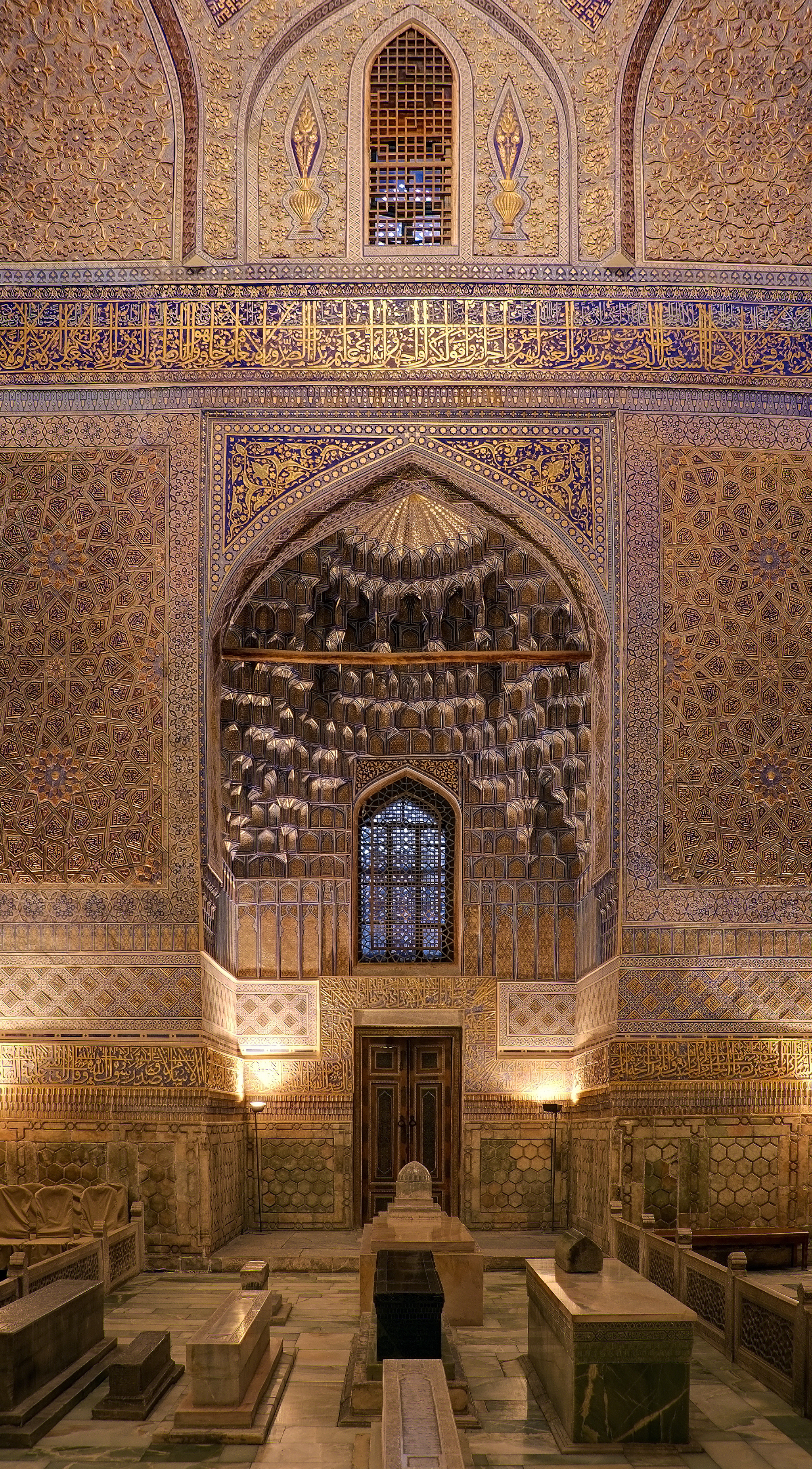
Timurs Sarkophag im Gur-Emir-Mausoleum in Samarkand, Usbekistan

Den Zerstörungen durch seine Soldaten steht sein Städtebau gegenüber, allerdings beschränkt dieser sich auf einige wenige transoxanische Städte und eine gelegentliche Wiederherstellung zerstörter Bewässerungsanlagen. Wirtschaftliche Planungen lassen sich dabei nicht erkennen. Das „Zentrum der Welt“ – seiner Welt: Samarkand, Buchara, Kesch – wurde prachtvoll ausgebaut. In Mittelasien entstand in der Folge ein eigener timuridischer Architekturstil (Gur-e Amir, Bibi-Chanum-Moschee usw.). Der iranisch geprägte Chorasan war für ihn dabei offenbar Inbegriff aller Kultur, der persische Geschmack war vorherrschend. Die Hauptstadt war Samarkand im heutigen Usbekistan. Dort empfing er unter anderem eine spanische Gesandtschaft unter Clavijo und Gesandtschaften der chinesischen Ming, letzteres, um sich in seinen unablässigen Kämpfen den Rücken freizuhalten.
In Samarkand ließ Timur zahlreiche Bauwerke errichten. Die Freitagsmoschee (sangīn) in der Nähe des eisernen Tores wurde von Steinmetzen aus Indien gestaltet. Über dem Eingang wurde ein Spruch aus dem Koran eingemeißelt (i, 24). Der vierstöckige Kiösk, Gūk Sarāī, lag in der Zitadelle. Hier wurden später die erfolglosen Thronprätendenten aus dem Geschlecht Timurs hingerichtet.
Timur ließ auch mehrere Gärten anlegen, den Bāgh-i-bulandī im Osten der Stadt, den Bāgh-i-dilkuschā, der durch eine Allee von weißen Platanen mit dem Türkistor verbunden war, den Naqsch-i-jahān am Rand von Kohik, oberhalb des Qara-Su, den Bāgh-i-chanār südlich der Stadtmauer, den Bāgh-i-schamāl im Norden sowie den Bāgh-i-bibischt. Der Naqsch-i-jahān war zu Baburs Zeiten bereits zerstört.

### Verwaltung
Timur Lenk versuchte sowohl der traditionellen Lebensweise der Nomaden als auch der Stadtkultur gerecht zu werden. Das lag auch darin begründet, dass sich seine Macht sowohl auf turkomongolische als auch in zunehmendem Maße auf iranische Truppenverbände, besonders aus Chorasan, stützte, sowie auf eine iranisch geprägte Verwaltung.
Außerhalb seines Kernlandes hinterließ Timur keine geregelte Verwaltung. Er setzte einige seiner Nachkommen als Fürsten in Persien und Mittelasien ein, beließ aber die Gebiete in Südrussland und Moghulistan bei mongolischen Prinzen und machte auch keine Anstalten zur Verwaltung des Vorderen Orients. Die Statthalterposten im Kernland, das heißt in Iran und Transoxanien, waren uneinheitlich bemessen und organisiert. So gab es große und kleine Statthalterschaften, erblich oder auch nur auf Zeit verliehen, steuerbefreit oder auch nicht. Die Organisation ließ dem Herrscher auch weitreichende Eingriffsmöglichkeiten offen, zum Beispiel indem den Statthaltern nur kleine Kontingente der jeweils ausgehobenen Truppen unterstellt wurden. So wurden offenbar Mängel in der Verwaltung durch die Furcht vor dem Terror, mit dem die Unterworfenen im Falle einer Auflehnung zu rechnen hatten, kompensiert.

## Wertung
Timur der Eroberer war in erster Linie ein zentralasiatischer Militärführer und selbst für damalige Maßstäbe ein grausamer Zerstörer, aber nicht ohne kulturelle Interessen und geistige Bildung. Er konnte weder lesen noch schreiben, beherrschte aber die osttürkische und die persische Sprache und bediente sich beider, pflegte auch den Umgang mit Vertretern des geistigen Lebens; so gab es z. B. Gespräche mit Ibn Chaldūn während der Belagerung von Damaskus 1400/01. Die Beschreibung Ibn Chaldūns, der Timur als intelligenten und berechnend argumentierenden Diskussionspartner schildert, aber selbst als einziger Zeitzeuge nicht an einer Idealisierung Timurs interessiert war, weil er nicht sein Untertan war, ließ viele Historiker von dem alten Bild pathologischer Grausamkeit Timurs Abstand nehmen. Offenbar handelte er aus einem bewussten Machtkalkül. Eine längerfristig orientierte Verwaltung schien ihm nicht wichtig gewesen zu sein. Daraus resultierte die Schwäche seiner Dynastie: Die Herrschaft war eine private Verfügungsgewalt und konnte auf militärischem Wege angefochten werden, was gleich nach seinem Tod geschah.
Sämtliche Bemühungen Timurs hoben das Niveau Transoxaniens nur einige Generationen hindurch, denn letztlich wogen die Zerstörungen und Eroberungen der un- und mittelbar angrenzenden islamischen Reiche schwerer und hatten zur Folge, dass das Europa der Renaissance in seiner Entwicklung die islamische Welt ein- und überholte. Konstantinopel, die Hauptstadt des christlichen Byzantinischen Reiches, erhielt eine Atempause vor der osmanischen Eroberung, und das Großfürstentum Moskau wurde durch Toktamischs Niederlage mittelfristig vom Druck der Goldenen Horde befreit und begann seinen langsamen Aufstieg zur Großmacht. Die von Timur begründete Dynastie der Timuriden verzeichnete Persönlichkeiten wie den „Astronomenprinzen“ Ulugh Beg († 1449) und herrschte bis Anfang des 16. Jahrhunderts in Transoxanien (bis 1501) und Chorasan (bis 1507). Timurs Urenkel Zahir ad-Din Muhammad Babur gründete 1526 das Mogulreich in Indien.

## Künstlerische und literarische Verarbeitung
Timur diente zur historischen Legitimation unterschiedlicher Herrscher. Er gilt trotz aller Verbrechen und trotz seines eingeschränkten politischen Weitblicks im heutigen Usbekistan als eine Art Nationalheld.
Timur ist auch immer wieder literarisches oder musikalisches Sujet gewesen:
- Christopher Marlowe schrieb um 1587 das Drama Tamburlaine the Great. Eine seiner Vorlagen war wahrscheinlich Perondinos Vita Magni Tamerlanis (Florenz 1551). Der Erfolg des ersten Teils von Tamburlaine war so groß, dass eiligst eine Fortsetzung (Teil II) geschrieben und bereits 1587 produziert und in London aufgeführt wurde.
- Von Johann Philipp Förtsch stammt die Oper Bajazeth und Tamerlan (1690).
- Georg Friedrich Händel schrieb die dramatische Oper Tamerlano (1724); das Libretto stammte von Nicola Francesco Haym.
- Antonio Vivaldi schuf 1735 ebenfalls eine Oper Tamerlano/Bajazet, ein Pasticcio, in dem Vivaldi neben eigenen Kompositionen Arien von Johann Adolph Hasse, Geminiano Giacomelli und Riccardo Broschi verwendete.
- Goethes West-östlicher Divan enthält ein Buch des Timur, das allerdings nur zwei Gedichte enthält: Der Winter und Timur (es spielt auf den Winter 1404/05 an, in dem Timurs China-Feldzug scheiterte und er selbst starb), und An Suleika, das die Gewinnung des Rosenöls gedanklich mit den unzähligen Opfern Timurs vergleicht.
- Rudolf Nelson schuf die Musik und Kurt Tucholsky den Text zu einem gleichnamigen Kabarett-Song („Mir ist heut so nach Tamerlan zu Mut – ein kleines bisschen Tamerlan wär gut“).
- Nach dem Besuch des Mausoleums Gur-e Amir in Samarkand schrieb der polnische Dichter Władysław Broniewski das Antikriegsgedicht Grób Tamerlana („Tamerlans Grab“, 1942).
- Das Kinderbuch Tamerlan (Beltz & Gelberg 1973) von Richard Bletschacher spielt auf fantastisch-satirische Weise mit dem Mythos des Eroberers.
- In den usbekischen Städten Taschkent, Samarkand und Schachrisabs wurden Denkmäler zu Ehren Amir Temurs errichtet.

Amir-Temur-Denkmal in Taschkent
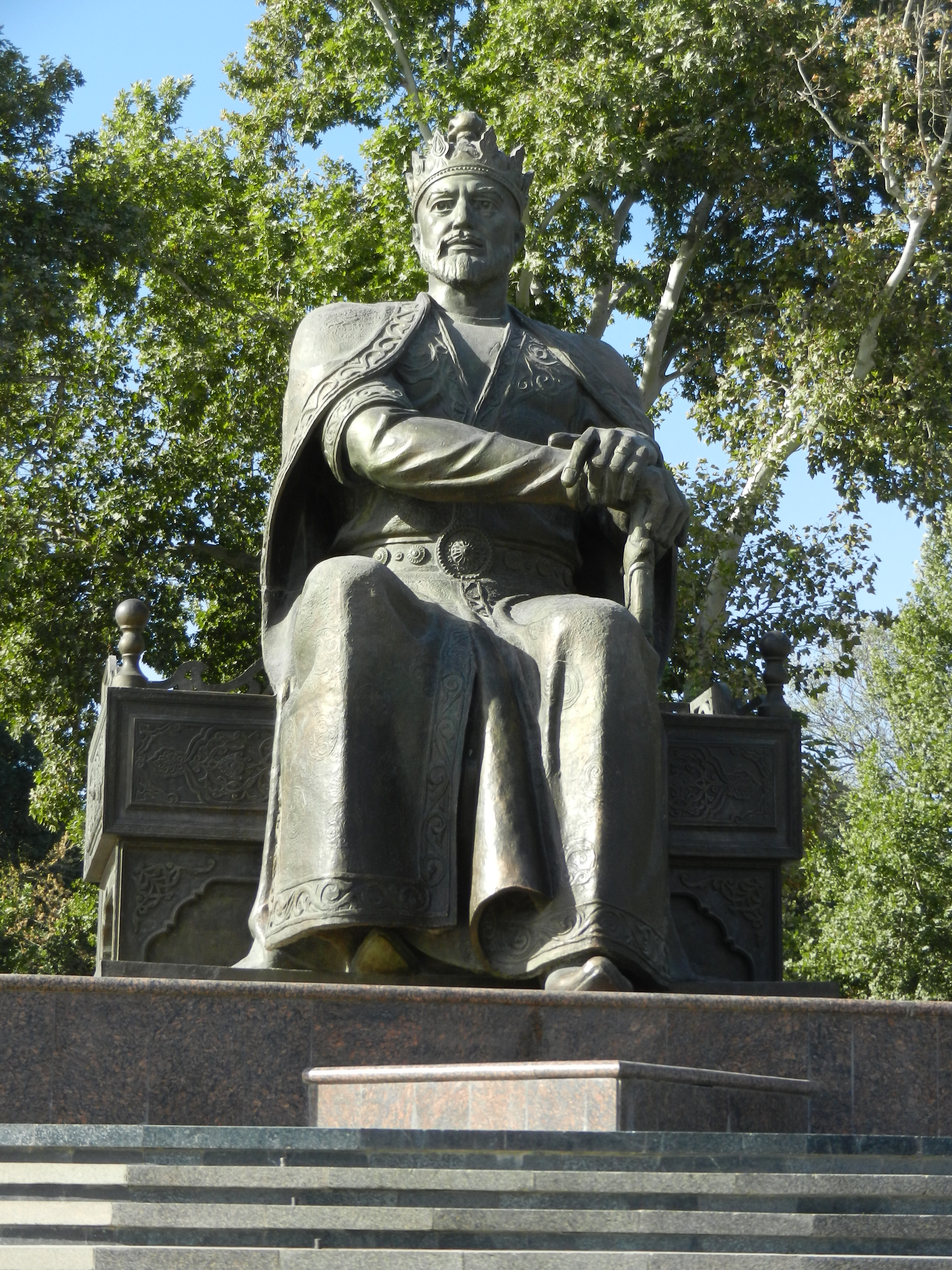
Amir-Temur-Denkmal in Samarkand